# 斯坦尼斯拉夫·斯文特克
斯坦尼斯拉夫·斯文特克（捷克語：Stanislav Sventek，1930年11月9日—2000年10月27日），捷克男子冰球运动员。他曾代表捷克斯洛伐克国家队参加1964年冬季奥林匹克运动会冰球比赛，获得一枚铜牌。